# Zavodske (oblast de Poltava)
Zavodske (en ukrainien : Заводське) ou Zavodskoïe (en russe : Заводское) est une ville de l'oblast de Poltava, en Ukraine. Sa population s'élevait à 8 612 habitants en 2013

## Géographie
Zavodske est située sur la rive gauche de la Soula, à 125 km au nord-ouest de Poltava.

## Histoire
Zavodske est fondée en 1928, à environ 8 km au sud-ouest du centre administratif de raïon Lokhvytsia et de la ligne de chemin de fer Gomel – Romodan – Krementchouk, à côté d'une raffinerie (« combinat ») de sucre en construction. De 1928 à 1962, elle s'appelle Stalinka (en ukrainien : Сталінка ; en russe : Сталинка) puis Tchervonozavodske. La ville compte 7 100 habitants en 1970 et reçoit le statut de ville en 1977. Sa population dépasse 10 000 habitants en 1989, mais décline dans les années 1990.

## Population
Recensements (*) ou estimations de la population :
| 1959* | 1970* | 1979* | 1989*  | 2001* |
| ----- | ----- | ----- | ------ | ----- |
| 7 106 | 9 094 | 9 216 | 10 076 | 9 024 |

| 2009  | 2010  | 2011  | 2012  | 2013  |
| ----- | ----- | ----- | ----- | ----- |
| 8 790 | 8 756 | 8 724 | 8 654 | 8 612 |